# Italienische Brücke
Die Italienische Brücke (russisch Итальянский мост Italjanski most) überquert den Gribojedow-Kanal in Sankt Petersburg.
Der Italienische Garten gab der angrenzenden Straße seinen Namen. Die Straße, die am rechten Ufer der Fontanka gegenüber dem Italienischen Schloss entlangführte, hieß Große italienische Straße. Die Brücke, die sich in diesem Ensemble befand, wurde daher „Italienische“ genannt.

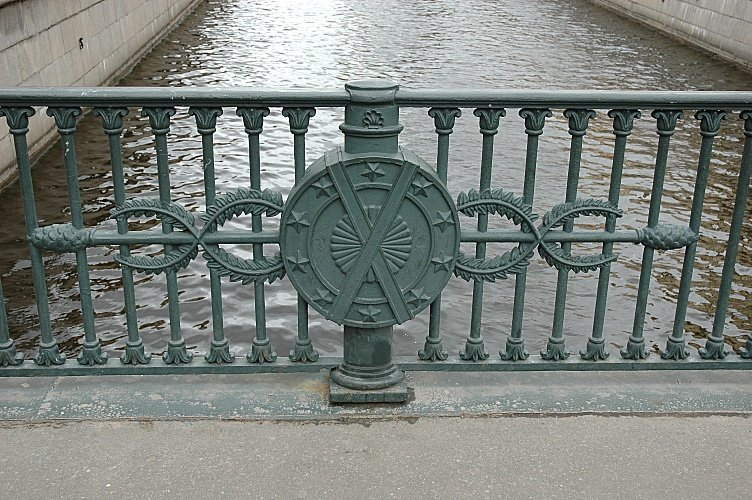
Brückengeländer